# RAIRYU
RAIRYU  (укр. РАЙРЮ) ,) — український художник-каліграф, який навчався у японського каліграфа Рюсєкі Морімото. Створив новий стиль Нео-каліграфія (англ. Neo-Calligraphy), де малюється кольоровим піском, а не тушшю.

## Творчий шлях
- 2017 рік—Персональна виставка в Хмельницькому обласному художньому музеї.
- 2016 рік—Персональна виставка в "Я.Гретера" [Архівовано 25 березня 2018 у Wayback Machine.] Арт-центрі в Києві.
- 2016 рік—Провів арт-шоу на відкритті виставки, яка була присвячена 45-річчю дружби Києва та Кіото в Історичному музеї Києва.
- 2016 рік—Персональна виставка в Арт-Галереї "Мінус 4" [Архівовано 7 червня 2017 у Wayback Machine.] в Києві.
- 2015 рік—Провів арт-шоу на Japan Mania в Києві.

## Нагороди
- 2011 рік—Призер професійної виставки каліграфії «Mainichi [Архівовано 1 червня 2017 у Wayback Machine.]» в Японії.
- 2010 рік—Призер професійної виставки каліграфії «Mainichi [Архівовано 1 червня 2017 у Wayback Machine.]» в Японії.